# Павлоградська загальноосвітня школа № 21
Павлогра́дська загальноосві́тня школа I ступеня № 21 — україномовний навчальний заклад І ступеня акредитації у місті Павлоград Дніпропетровської області.

## Загальні дані
Павлоградська загальноосвітня школа I ступеня № 21 розташована за адресою: вул. Балашовська, 1/а, місто Павлоград (Дніпропетровська область)—51400, Україна.
Директор закладу — Слєсаренко Світлана Василівна, вчитель-методист, нагороджена знаком «Відмінник освіти України».
Мова викладання — українська.

## Історія
Загальноосвітня школа I ступеня № 21 розпочала свою діяльність в 1996–1997 навчальному році. За час свого існування школа випустила 2191 учня, 274 відмінника.

## Сучасність
Школа має хорошу матеріальну базу: 11 навчальних кабінетів, спортивну та музичну зали, їдальню, клас хореографії, бібліотеку, медичний кабінет.
Учні школи переможці обласних та міських конкурсів: — «Школа мій рідний дім»; — Екологічний марафон; — початкового-технічного моделювання; — міській Спартакіаді школярів; — декламаторів, присвячених Т. Г. Шевченку, Г. П. Світличній, П.Глазовому; — міському огляді-конкурсі дитячої творчості (номінації: хорові колективи, хореографічні колективи, ансамбль гітаристів); — знавців української мови ім. П. Яцика.